# Umirajusjtjij lebed
Umirajusjtjij lebed (ryska: Умирающий лебедь, fritt översatt Den döende svanen) är en rysk stumfilm från 1917, regisserad av Jevgenij Bauer.

## Rollista
- Vera Karalli – Gizella, stum balettdansare
- Aleksandr Cheruvimov – Gizellas far
- Vitold Polonskij – Viktor Krasovskij, advokat
- Andrej Gromov – Greve Valerij Glinskij, konstnär
- Ivan Perestiani – Glinskijs vän [4]